# Fiamme alla frontiera (film 1939)
Fiamme alla frontiera (Grenzfeuer) è un film del 1939 diretto da Alois Johannes Lippl. Il film - girato in Tirolo a Obergurgl e prodotto da Luis Trenker, uscì nelle sale il 26 maggio 1939.